# 捷夫里兹
捷夫里兹（羅馬化：Tevriz）是俄罗斯鄂木斯克州的工人村（市级镇）、捷夫里兹区行政中心及规模最大聚居地，地处鄂木斯克州北部，位于鄂毕河流域额尔齐斯河畔，同名小河流经镇东侧后流入额尔齐斯河。州府鄂木斯克位于该镇东南方。
以附近的捷夫里兹河命名。该地2021年人口有6,937人；2010年人口6,986；2002年人口7,358；1989年人口7,732。